# Sail On Sailor – 1972
Sail On Sailor – 1972 es una reedición expandida de los álbumes de estudio Carl and the Passions - "So Tough" (1972) y Holland (1973) por la banda estadounidense de rock The Beach Boys. Producido por el ingeniero Mark Linett y el archivista de Brother Records y manager Alan Boyd, Fue editado por Capitol/UME el 2 de diciembre de 2022. El título del álbum esta tomado de la canción "Sail On, Sailor", primera canción del álbum Holland.

## Historia
En agosto de 2021, Capitol/UME publicó Feel Flows: The Sunflower & Surf's Up Sessions 1969–1971, que incluía versiones de las canciones "So Tough", "Marcella" y "You Need a Mess of Help to Stand Alone". En un comunicado de prensa de abril de 2022 se anunció una continuación de Feel Flows que hablaba de la "celebración del 60 aniversario" de los Beach Boys. La lista de canciones, el título y la fecha de lanzamiento de Sail On Sailor – 1972 se revelaron el 27 de septiembre. La fecha de lanzamiento original iba a ser el 18 de noviembre.
Sail On Sailor - 1972 se publicó en múltiples configuraciones. La caja de seis CD Super Deluxe Edition contiene 105 temas, 80 de los cuales eran inéditos, incluidos "Hard Time", "Carry Me Home", "Out in the Country", "Oh Sweet Something", "Spark in the Dark", "Rooftop Harry", "Body Talk (Grease Job)", "Pa Let Her Go Out (Better Get Back in Bed)", "Little Child (Daddy Dear)", y un medley de "Gimme Some Lovin'" y "I Need Your Love".

## Crítica
En Metacritic, que asigna una calificación normalizada sobre 100 a las reseñas de los críticos, Sail On Sailor - 1972 recibió una puntuación promedio de 82 basada en seis reseñas, lo que indica "aclamación universal". El colaborador de AllMusic, Tim Sendra, lo calificó como "un excelente lanzamiento de archivo" y una "escucha fascinante".
Al revisar el set para American Songwriter, Hal Horowitz decretó: "Este no fue un período tremendamente fértil para el grupo. Sin embargo, basándose en sus animados conciertos y algunos momentos inspiradores, todavía sonaban vitales y capaces de escribir nueva música impresionante, aunque de manera inconsistente". y en gran medida sin la aportación de Brian". John Robinson de Spin escribió que los oyentes probablemente "tendrían sentimientos encontrados" sobre este período en la historia de la banda, aunque "mucha de la música sigue siendo deliciosa".
Mark Smotroff de Analog Planet consideró que el set tenía un mejor trabajo de masterización que el de Feel Flows.

## Lista de canciones

### Box de 6 CDsuper deluxe edition
| Disco 1: Carl and the Passions – "So Tough" |                                                                   |          |  |
| N.º                                         | Título                                                            | Duración |  |
| 1.                                          | «You Need a Mess of Help to Stand Alone»                          | 3:26     |  |
| 2.                                          | «Here She Comes»                                                  | 5:06     |  |
| 3.                                          | «He Come Down»                                                    | 4:42     |  |
| 4.                                          | «Marcella»                                                        | 3:50     |  |
| 5.                                          | «Hold On, Dear Brother»                                           | 4:42     |  |
| 6.                                          | «Make It Good»                                                    | 2:32     |  |
| 7.                                          | «All This Is That»                                                | 3:58     |  |
| 8.                                          | «Cuddle Up»                                                       | 5:29     |  |
| 9.                                          | «The Road Not Taken» (Demo)                                       | 2:23     |  |
| 10.                                         | «All This Is That» (a cappella)                                   | 3:11     |  |
| 11.                                         | «He Come Down» (2022 mix)                                         | 4:37     |  |
| 12.                                         | «You Need a Mess of Help to Stand Alone» (track & backing vocals) | 3:24     |  |
| 13.                                         | «Marcella» (A capela)                                             | 3:43     |  |
| 14.                                         | «Make It Good» (alternate mix with intro)                         | 3:09     |  |
| 15.                                         | «Cuddle Up» (alternate mix)                                       | 4:48     |  |
| 16.                                         | «Carl and the Passions/Pet Sounds promo»                          | 1:02     |  |

| Disco 2: Holland |                                                           |          |  |
| N.º              | Título                                                    | Duración |  |
| 1.               | «Sail On, Sailor»                                         | 3:19     |  |
| 2.               | «Steamboat»                                               | 4:34     |  |
| 3.               | «California Saga (Big Sur)»                               | 2:55     |  |
| 4.               | «California Saga (The Beaks of Eagles)»                   | 3:49     |  |
| 5.               | «California Saga (California)»                            | 3:23     |  |
| 6.               | «The Trader»                                              | 5:06     |  |
| 7.               | «Leaving This Town»                                       | 5:47     |  |
| 8.               | «Only with You»                                           | 3:00     |  |
| 9.               | «Funky Pretty»                                            | 4:12     |  |
| 10.              | «Mount Vernon and Fairway – Theme»                        | 1:34     |  |
| 11.              | «I'm the Pied Piper» (instrumental)                       | 2:19     |  |
| 12.              | «Better Get Back in Bed»                                  | 1:38     |  |
| 13.              | «Magic Transistor Radio» (2022 mix)                       | 0:47     |  |
| 14.              | «I'm the Pied Piper» (2022 mix)                           | 3:00     |  |
| 15.              | «Radio King Dom»                                          | 2:40     |  |
| 16.              | «We Got Love» (2022 mix)                                  | 5:28     |  |
| 17.              | «Hard Time»                                               | 3:17     |  |
| 18.              | «Carry Me Home»                                           | 3:26     |  |
| 19.              | «California Saga (The Beaks of Eagles)» (1973 single mix) | 3:49     |  |
| 20.              | «California Saga (California)» (1973 single mix)          | 3:16     |  |
| 21.              | «Sail On, Sailor» (backing track/2022 mix)                | 3:21     |  |
| 22.              | «Holland Promo 1»                                         | 1:03     |  |

| Disco 3: Live at Carnegie Hall |                                          |          |  |
| N.º                            | Título                                   | Duración |  |
| 1.                             | «Concert Intro: Jack Rieley»             | 2:06     |  |
| 2.                             | «Sloop John B»                           | 3:08     |  |
| 3.                             | «You Need a Mess of Help to Stand Alone» | 3:40     |  |
| 4.                             | «Leaving This Town»                      | 6:11     |  |
| 5.                             | «Darlin'»                                | 3:34     |  |
| 6.                             | «Only with You»                          | 4:02     |  |
| 7.                             | «Heroes and Villains»                    | 3:57     |  |
| 8.                             | «Long Promised Road»                     | 4:36     |  |
| 9.                             | «Don't Worry Baby»                       | 4:41     |  |
| 10.                            | «Student Demonstration Time»             | 5:29     |  |
| 11.                            | «I Get Around»                           | 2:44     |  |

| Disco 4: Live at Carnegie Hall |                                         |          |  |
| N.º                            | Título                                  | Duración |  |
| 1.                             | «Intro to 2nd Set: Jack Rieley»         | 0:25     |  |
| 2.                             | «Marcella»                              | 3:27     |  |
| 3.                             | «California Saga (California)»          | 3:30     |  |
| 4.                             | «Help Me, Rhonda»                       | 5:56     |  |
| 5.                             | «Let the Wind Blow»                     | 5:26     |  |
| 6.                             | «Medley: Wonderful / Don't Worry, Bill» | 6:02     |  |
| 7.                             | «God Only Knows»                        | 2:55     |  |
| 8.                             | «Do It Again»                           | 3:53     |  |
| 9.                             | «Wouldn't It Be Nice»                   | 2:47     |  |
| 10.                            | «Wild Honey»                            | 5:38     |  |
| 11.                            | «Good Vibrations»                       | 6:34     |  |
| 12.                            | «California Girls»                      | 2:53     |  |
| 13.                            | «Surfin' USA»                           | 2:30     |  |
| 14.                            | «Fun, Fun, Fun»                         | 2:52     |  |
| 15.                            | «Jumpin' Jack Flash»                    | 5:02     |  |

| Disco 5: 1972 sessions |                                                         |          |  |
| N.º                    | Título                                                  | Duración |  |
| 1.                     | «You Need a Mess of Help to Stand Alone» (a cappella)   | 2:44     |  |
| 2.                     | «Marcella» (track & backing vocals)                     | 3:08     |  |
| 3.                     | «Here She Comes» (session excerpt)                      | 2:18     |  |
| 4.                     | «Here She Comes» (2022 mix)                             | 5:10     |  |
| 5.                     | «He Come Down» (a cappella section)                     | 1:23     |  |
| 6.                     | «Hold On, Dear Brother» (track & backing vocals)        | 4:28     |  |
| 7.                     | «Steamboat» (track & backing vocals)                    | 4:30     |  |
| 8.                     | «California Saga (California)» (track & backing vocals) | 3:16     |  |
| 9.                     | «The Trader» (track & backing vocals)                   | 5:03     |  |
| 10.                    | «The Trader» (second section a cappella)                | 2:42     |  |
| 11.                    | «Only with You» (alternate mix)                         | 2:54     |  |
| 12.                    | «Funky Pretty» (track & backing vocals)                 | 3:54     |  |
| 13.                    | «Sail On, Sailor» (songwriting session)                 | 4:04     |  |
| 14.                    | «Sail On, Sailor» (a cappella)                          | 3:10     |  |
| 15.                    | «Out in the Country» (version 1)                        | 3:01     |  |
| 16.                    | «Out in the Country» (version 2)                        | 2:13     |  |
| 17.                    | «Oh Sweet Something»                                    | 3:59     |  |
| 18.                    | «Spark in the Dark»                                     | 3:55     |  |
| 19.                    | «Rooftop Harry»                                         | 3:00     |  |
| 20.                    | «Body Talk (Grease Job)»                                | 2:53     |  |
| 21.                    | «Holland Promo 2»                                       | 1:02     |  |

| Disco 6: Bonus tracks |                                                                               |          |  |
| N.º                   | Título                                                                        | Duración |  |
| 1.                    | «We Got Love» (live 1973)                                                     | 6:03     |  |
| 2.                    | «California Saga (Big Sur)» (live 1973)                                       | 3:00     |  |
| 3.                    | «Funky Pretty» (live 1973)                                                    | 4:17     |  |
| 4.                    | «The Trader» (live 1975)                                                      | 5:28     |  |
| 5.                    | «Sail On, Sailor» (live 1975)                                                 | 3:41     |  |
| 6.                    | «All This Is That» (live 1993)                                                | 4:14     |  |
| 7.                    | «Fairy Tale Music» (2022 mix)                                                 | 4:37     |  |
| 8.                    | «Pa Let Her Go Out (Better Get Back in Bed)» (alternate version with intro)   | 1:18     |  |
| 9.                    | «I'm the Pied Piper» (a cappella section)                                     | 0:31     |  |
| 10.                   | «Radio King Dom» (a cappella section)                                         | 0:38     |  |
| 11.                   | «I'm the Pied Piper» (alternate take / spoken section)                        | 0:47     |  |
| 12.                   | «Mount Vernon and Fairway – Theme / A Casual Look» (medley / session excerpt) | 2:58     |  |
| 13.                   | «Little Child (Daddy Dear)» (home recording)                                  | 1:19     |  |
| 14.                   | «Susie Cincinnati» (home recording)                                           | 1:08     |  |
| 15.                   | «Gimme Some Lovin' / I Need Your Love» (medley)                               | 3:57     |  |
| 16.                   | «California Saga (Big Sur)» (2022 Saga Trilogy)                               | 2:55     |  |
| 17.                   | «California Saga (The Beaks of Eagles)» (2022 Saga Trilogy)                   | 2:27     |  |
| 18.                   | «California Saga (California)» (2022 Saga Trilogy)                            | 3:23     |  |
| 19.                   | «Carry Me Home» (track and backing vocals)                                    | 3:23     |  |
| 20.                   | «All This Is That» (a cappella / alternate verse)                             | 0:18     |  |

### 5-LPsuper deluxe limited edition
| LP one: Carl And The Passions - "So Tough" |                                          |          |  |
| N.º                                        | Título                                   | Duración |  |
| 1.                                         | «You Need a Mess of Help to Stand Alone» |          |  |
| 2.                                         | «Here She Comes»                         |          |  |
| 3.                                         | «He Come Down»                           |          |  |
| 4.                                         | «Marcella»                               |          |  |
| 5.                                         | «Hold On, Dear Brother»                  |          |  |
| 6.                                         | «Make It Good»                           |          |  |
| 7.                                         | «All This Is That»                       |          |  |
| 8.                                         | «Cuddle Up»                              |          |  |

| LP 2: Holland |                                         |          |  |
| N.º           | Título                                  | Duración |  |
| 1.            | «Sail On, Sailor»                       |          |  |
| 2.            | «Steamboat»                             |          |  |
| 3.            | «California Saga (Big Sur)»             |          |  |
| 4.            | «California Saga (The Beaks of Eagles)» |          |  |
| 5.            | «California Saga (California)»          |          |  |
| 6.            | «The Trader»                            |          |  |
| 7.            | «Leaving This Town»                     |          |  |
| 8.            | «Only with You»                         |          |  |
| 9.            | «Funky Pretty»                          |          |  |

| 7" EP: Mount Vernon and Fairway |                                         |          |  |
| N.º                             | Título                                  | Duración |  |
| 1.                              | «Mount Vernon and Fairway – Theme»      |          |  |
| 2.                              | «I'm the Pied Piper»                    |          |  |
| 3.                              | «Better Get Back in Bed» (instrumental) |          |  |
| 4.                              | «Magic Transistor Radio»                |          |  |
| 5.                              | «I'm the Pied Piper»                    |          |  |
| 6.                              | «Radio King Dom»                        |          |  |

| LP 3: Live at Carnegie Hall (first set) |                                          |          |  |
| N.º                                     | Título                                   | Duración |  |
| 1.                                      | «Concert Intro: Jack Rieley»             |          |  |
| 2.                                      | «Sloop John B»                           |          |  |
| 3.                                      | «You Need a Mess of Help to Stand Alone» |          |  |
| 4.                                      | «Leaving This Town»                      |          |  |
| 5.                                      | «Darlin'»                                |          |  |
| 6.                                      | «Only with You»                          |          |  |
| 7.                                      | «Heroes and Villains»                    |          |  |
| 8.                                      | «Long Promised Road»                     |          |  |
| 9.                                      | «Don't Worry Baby»                       |          |  |
| 10.                                     | «Student Demonstration Time»             |          |  |
| 11.                                     | «I Get Around»                           |          |  |

| LP four: Live at Carnegie Hall (second set) |                                 |          |  |
| N.º                                         | Título                          | Duración |  |
| 1.                                          | «Intro to 2nd Set: Jack Rieley» |          |  |
| 2.                                          | «Marcella»                      |          |  |
| 3.                                          | «California Saga (California)»  |          |  |
| 4.                                          | «Help Me, Rhonda»               |          |  |
| 5.                                          | «Let the Wind Blow»             |          |  |
| 6.                                          | «Wonderful / Don't Worry, Bill» |          |  |
| 7.                                          | «God Only Knows»                |          |  |
| 8.                                          | «Do It Again»                   |          |  |
| 9.                                          | «Wouldn't It Be Nice»           |          |  |
| 10.                                         | «Wild Honey»                    |          |  |

| LP five: Live at Carnegie Hall (second set continued) / Bonus tracks |                               |          |  |
| N.º                                                                  | Título                        | Duración |  |
| 1.                                                                   | «Good Vibrations»             |          |  |
| 2.                                                                   | «California Girls»            |          |  |
| 3.                                                                   | «Surfin U.S.A.»               |          |  |
| 4.                                                                   | «Fun, Fun, Fun»               |          |  |
| 5.                                                                   | «Jumpin' Jack Flash»          |          |  |
| 6.                                                                   | «We Got Love» (2022 mix)      |          |  |
| 7.                                                                   | «Hard Time»                   |          |  |
| 8.                                                                   | «Carry Me Home»               |          |  |
| 9.                                                                   | «Fairy Tale Music» (2022 mix) |          |  |

### Edición 2-LP

#### LP 1
Carl and the Passions – "So Tough" – as above

#### LP 2
Holland – as above

#### 7" EP
Mount Vernon and Fairway – as above

### Edición de 2-CD
| Disco 1: Carl and the Passions – "So Tough" + bonus tracks |                                                                   |          |  |
| N.º                                                        | Título                                                            | Duración |  |
| 1.                                                         | «You Need a Mess of Help to Stand Alone»                          |          |  |
| 2.                                                         | «Here She Comes»                                                  |          |  |
| 3.                                                         | «He Come Down»                                                    |          |  |
| 4.                                                         | «Marcella»                                                        |          |  |
| 5.                                                         | «Hold On, Dear Brother»                                           |          |  |
| 6.                                                         | «Make It Good»                                                    |          |  |
| 7.                                                         | «All This Is That»                                                |          |  |
| 8.                                                         | «Cuddle Up»                                                       |          |  |
| 9.                                                         | «The Road Not Taken» (demo)                                       |          |  |
| 10.                                                        | «All This Is That» (a cappella)                                   |          |  |
| 11.                                                        | «He Come Down» (2022 mix)                                         |          |  |
| 12.                                                        | «You Need a Mess of Help to Stand Alone» (track & backing vocals) |          |  |
| 13.                                                        | «Marcella» (a cappella)                                           |          |  |
| 14.                                                        | «Make It Good» (alternate mix with intro)                         |          |  |
| 15.                                                        | «Cuddle Up» (alternate mix)                                       |          |  |
| 16.                                                        | «Carl and the Passions/Pet Sounds promo»                          |          |  |
| 17.                                                        | «Intro to 2nd Set: Jack Rieley» (live at Carnegie Hall)           |          |  |
| 18.                                                        | «You Need a Mess of Help to Stand Alone» (live at Carnegie Hall)  |          |  |
| 19.                                                        | «Marcella» (live at Carnegie Hall)                                |          |  |
| 20.                                                        | «Only with You» (live at Carnegie Hall)                           |          |  |
| 21.                                                        | «Big Sur» (live at Carnegie Hall)                                 |          |  |
| 22.                                                        | «Funky Pretty» (live at Carnegie Hall)                            |          |  |

| Disco 2: Holland + bonus tracks |                                                           |          |  |
| N.º                             | Título                                                    | Duración |  |
| 1.                              | «Sail On, Sailor»                                         |          |  |
| 2.                              | «Steamboat»                                               |          |  |
| 3.                              | «California Saga (Big Sur)»                               |          |  |
| 4.                              | «California Saga (The Beaks of Eagles)»                   |          |  |
| 5.                              | «California Saga (California)»                            |          |  |
| 6.                              | «The Trader»                                              |          |  |
| 7.                              | «Leaving This Town»                                       |          |  |
| 8.                              | «Only with You»                                           |          |  |
| 9.                              | «Funky Pretty»                                            |          |  |
| 10.                             | «Mount Vernon and Fairway – Theme»                        |          |  |
| 11.                             | «I'm the Pied Piper» (instrumental)                       |          |  |
| 12.                             | «Better Get Back in Bed»                                  |          |  |
| 13.                             | «Magic Transistor Radio» (2022 mix)                       |          |  |
| 14.                             | «I'm the Pied Piper» (2022 mix)                           |          |  |
| 15.                             | «Radio King Dom»                                          |          |  |
| 16.                             | «We Got Love» (2022 mix)                                  |          |  |
| 17.                             | «Hard Time»                                               |          |  |
| 18.                             | «Carry Me Home»                                           |          |  |
| 19.                             | «California Saga (The Beaks of Eagles)» (1973 single mix) |          |  |
| 20.                             | «California Saga (California)» (1973 single mix)          |          |  |
| 21.                             | «Sail On, Sailor» (2022 mix)                              |          |  |
| 22.                             | «Holland Promo 1»                                         |          |  |
| 23.                             | «Sail On, Sailor» (live 1975)                             |          |  |